# اوکسانا کوزونچوک
اوکسانا کوزونچوک (انگلیسی: Oxana Kozonchuk؛ زادهٔ ۲۸ مهٔ ۱۹۸۸) دوچرخه‌سوار اهل روسیه است.